# Мвила, Кит
Кит Мвила (англ. Keith Mwila) — замбийский боксёр, представитель наилегчайших весовых категорий. Выступал за сборную Замбии по боксу в первой половине 1980-х годов, бронзовый призёр летних Олимпийских игр в Лос-Анджелесе, чемпион Африки, обладатель бронзовой медали международного турнира TSC в Восточном Берлине.

## Биография

### Любительская карьера
Первого серьёзного успеха на взрослом международном уровне добился в сезоне 1983 года, когда вошёл в основной состав замбийской национальной сборной и побывал на чемпионате Африки в Кампале, откуда привёз награду золотого достоинства, выигранную в первой наилегчайшей весовой категории.
Благодаря череде удачных выступлений удостоился права защищать честь страны на летних Олимпийских играх 1984 года в Лос-Анджелесе — в категории до 48 кг благополучно прошёл первых двоих соперников по турнирной сетке, тогда как в третьем полуфинальном поединке со счётом 0:5 проиграл итальянцу Сальваторе Тодиско и тем самым получил бронзовую олимпийскую медаль. Таким образом, он стал первым в истории своей страны призёром Олимпийских игр.
После Олимпиады Мвила ещё в течение некоторого времени оставался в составе боксёрской команды Замбии и продолжал принимать участие в крупнейших международных турнирах. Так, в 1985 году он выступил на международном турнире TSC в Восточном Берлине, где получил бронзу в зачёте наилегчайшего веса — на стадии полуфиналов со счётом 2:3 уступил венгру Яношу Варади.

### Профессиональная карьера
Известно, что в марте 1991 года Кит Мвила провёл один бой на профессиональном уровне, проиграв по очкам дебютанту из Танзании Файку Уилсону.